# Nynorsk
Nynorsk (ISO 639-3: nno; dosl. „novonorveški”) jedan je od dva službena pisana standarda suvremenoga norveškoga jezika. 
Nastao je sredinom 19. stoljeća na temelju dijalektalnih govora (uglavnom zapada) Norveške, a njegovo je stvaranje začeo jezikoslovac Ivar Andreas Aasen. Naziv nynorsk osmišljen je i prvi puta službeno upotrebljen 1929. godine, a dotadašnji je ekvivalent nazivan landsmål.

## Povijest
Aasenov cilj bio je ujediniti razne dijalekte jednom formom, koja je težila zajedničkim obilježjima s izvorom u staronordijskomu jeziku, pri čemu je osobito važan bio trorodni sustav, jedna od najvećih razlika između zapadno i istočnoskandinavskih jezika. Takve težnje nastale su zbog tada velikog priljeva danskih i njemačkih posuđenica u urbani norveški jezik, kao i zbog uspona romantičkog nacionalizma u Norveškoj tijekom 19. stoljeća.

### Aasenova putovanja
Prikupljanje podataka i informacija o dijalektima za Aasena se sastojalo od ukupno 4 putovanja kroz ruralnu Norvešku pod stipendijom krune. Prvo je putovanje započelo 1842., a trajalo do 1847. te sezalo od samog juga Norveške do Alstahauga, otprilike polovine države. Nakon njega je 1848. i 1850. godine napisao Det norske Folkesprogs Grammatik (hrv. „Gramatika narodnog norveškog jezika”) i Ordbog over det norske Folkesprog (hrv. „Rječnik narodnog norveškog jezika”), djela koja predstavljaju same temelje dijalektologije i jezičnih istraživanja u Norveškoj. Zatim je 1851. godine objavio gramatiku svog rodnog sunnmørskog narječja, prvu temeljitu analizu pojedinog govora Norveške.
Na drugom je, svojem najdužem putovanju po udaljenosti, od 1851. do 1858., proputovao razna područja u unutrašnjosti juga Norveške te obalu od Osla do Tromsøa, a za to je vrijeme izdana njegova knjiga Prøver af Landsmaalet i Norge (hrv. „Istraživanje mjesnih govora Norveške”), koja je bila njegov prvi pokušaj uspostave pravopisa norveškoga jezika. Na trećem putovanju 1860. – 1868. godine, kao i na četvrtome 1883. godine, ponovno je obišao jug Norveške.
Godine 1864. objavio je konkretniju verziju pravila, svoju Norvešku gramatiku (nor. Norsk Grammatik), čime je konačno uspostavio prvi potpun oblik pravopisa današnjega nynorska. Zatim je 1873. godine objavio Norsk Ordbog med dansk Forklaring (hrv. „Rječnik norveškoga s objašnjenima na danskome”), sistematiziran rječnik izgrađen prema dijalektima koje je istražio.

### Službeno uvođenje
Nynorsk je, pod nazivom landsmål, 1885. godine uveden kao drugi službeni pisani standard države uz riksmål, konzervativni pisani standard temeljen na danskome jeziku. Za razliku od bokmåla, odn. tadašnjeg riksmåla, nynorsk tijekom svoga postojanja nije prošao kroz znatne reforme izuzev dodatnih dozvoljenih oblika.
Službenom promjenom imena 1929. godine, iz landsmål u nynorsk te iz riksmål u bokmål, započele su diskusije o ujedinjenju dva standarda, poglavito među političarima, čiji je cilj bio napokon eliminirati problem pisanoga standarda nakon secesije od Danske 1814. godine.
Pokušaj ujedinjenja u novi samnorsk (dosl. „isti norveški”, tj. zajednički norveški) proveden je kroz niz reformi oba standarda tijekom 20. stoljeća, pri čemu je nynorsk pretrpio brojne promjene. Reforme su dodavale izborne oblike riječi i pravila (1917.), zatim te oblike i pravila propisale kao obvezatne (1938.), nakon čega su stariji oblici pak postali izborni zbog pritiska javnosti (1959.).
Godine 2002. okončan je i zadnji pokušaj ujedinjenja glasanjem norveškoga parlamenta za opoziv klauzule Vijeća za norveški jezik (nor. Norsk språkråd, danas Språkrådet) koja je nalagala rad na spajanju standarda.

## Suvremena uporaba
Nynorsk se danas koristi kao jedini službeni pisani standard norveškoga jezika u samo 89 od 356 općina (podatci iz 2023. godine), dok su ostale službeno neutralne, što obično znači da bokmål prevladava, ili upotrebljavaju isključivo bokmål. Kao glavni standard u školama nynorsk uči tek 11,6 % učenika u Norveškoj, a pretpostavlja se da je ukupan broj korisnika nynorska između 10 i 15 %.
Postoje, međutim, zakoni koji obavezuju državne institucije na kvotu korištenja nynorska. Tako je državna televizijska kuća NRK obavezana barem 25 % svoga sadržaja imati izvedeno na nynorsku, a ostale institucije moraju imati sve pisane materijale dostupne na oba standarda, što uključuje škole te ispite u sklopu istih. Mnoge medijske institucije objavljuju isključivo na nynorsku ili imaju neutralno stajalište zbog kojega dio tekstova po izboru bude na nynorsku, iako je većina na bokmålu.

## Primjeri
| nynorsk (1873.)     | Det var ein Mann som skulde gjera Dugnad, og han hadde ei stor Sut fyre all den Maten, som skulde ganga til; fyre han var so nauv og smaahjartad av seg. Då Gjesterne vaaro komne til bords, so aat han sjølv berre ein Grand, og so heldt han upp og tenkte, at hine skulde gjera det same; men dei gaavo seg gode Tider og heldo paa eta rett munarlege. Daa vart Mannen reint forskræmd, og so ropade han til Kjeringi: «Kom hit og et, du ogso; du ser no at det gjeng til lika vel.»     |
| nynorsk (suvremeni) | Det var ein mann som skulle skipa til ein dugnad, og han var svært bekymra for all den maten som ville gå med, for han var så gjerrig og småleg av seg. Då gjestene var komne til bords, så åt han sjølv berre eit lite grann, og så heldt han opp og tenkte at dei andre skulle gjera det same, men dei gav seg god tid og heldt fram med å eta rett monaleg. Då vart mannen reint forskremd, og så ropa han til kjerringa: «Kom hit og et, du òg; du ser no at alt blir oppete likevel.»    |
| bokmål              | Det var en mann som skulle innstifte en dugnad, og han var svært bekymret for all den maten som ville gå med, for han var så gjerrig og smålig av seg. Da gjestene var kommet til bords, så spiste han selv bare et lite grann, og så holdt han opp og tenkte at de andre skulle gjøre det samme, men de gav seg god tid og fortsatte å spise rett anselig. Da ble mannen rent forskremt, og så ropte han til kjerringen: «Kom hit og spis, du også; du ser nå at alt blir oppspist likevel.» |
| hrvatski            | Bio je to čovjek koji je htio osnovati dobrotvornu ustanovu te je bio vrlo zabrinut za svu hranu koju će morati potrošiti jer je bio iznimno škrt i pun sebe. Kada su gosti došli za stol, on je pojeo vrlo malo, a zatim zastao, misleći da će drugi zasigurno učiniti isto, ali oni su si udovoljili i nastavili jesti bez prestanka. Tada se čovjek sasvim uplašio i doviknuo starici: „dođi ovdje pa jedi i ti; sada vidiš da će se ionako sve pojesti.”                                  |

## Vanjske poveznice
- Ethnologue (16th)